# Государственный переворот в Сан-Марино
Государственный переворот в Сан-Марино (итал. Fatti di Rovereta) — политический конфликт и конституционный кризис в Сан-Марино в 1957 году, в ходе которого при поддержке итальянских войск и карабинеров было смещено левое правительство коалиции коммунистов и социалистов («Комитет свободы»), иногда считающееся первым в мире примером однозначно марксистского руководства государства, избранного на демократических выборах. В ходе кризиса парламент — Генеральный совет — был намеренно лишён кворума, чтобы предотвратить запланированные выборы. В противовес уходящим капитан-регентам, чей срок полномочий истёк, в деревне Роверета было создано антикоммунистическое временное правительство. В некоторых источниках, включая советские, события определялись как переворот в Сан-Марино.

## Предпосылки
После падения фашистского режима и конца Второй мировой войны, парламентские выборы 1945 года привели к созданию коалиционного правительства коммунистической и социалистической партий, что сделало Сан-Марино единственной в Западной Европе республикой под коммунистическим управлением. И рабочий, и средний классы поддерживали коммунистов из страха, что Сан-Марино вернётся к управлению олигархией местных влиятельных семей.
И, поскольку большинство населения было прокоммунистическим, США бойкотировали экономику Сан-Марино. Так как пример Сан-Марино мог распространиться на окружающую его со всех сторон Италию с её сильной коммунистической партией, американское правительство также оказывало давление на итальянское, чтобы то не соблюдало никаких соглашений, заключённых со страной. Данные действия привели к обеднению Сан-Марино, но жители продолжили голосовать за коммунистическую партию.
Левое правительство двух партий провело несколько реформ (аграрная реформа, внедрение системы социального страхования и бесплатной медицины, расширение количества школ, удвоение минимальных зарплат в бюджетном секторе, легализация светских браков), но из отраслей промышленности Сан-Марино были национализированы только три аптеки. Другие его шаги были довольно неожиданными для левых: выпуск почтовых марок Сан-Марино был превращён в важную статью государственного дохода, в 1956 году была провозглашена свободная экономическая зона с низким налогообложением, а намерение открыть в республике казино и построить телерадиостанцию вызвало блокаду со стороны Италии, методично применявшей давление на Сан-Марино с целью ввести в правительство республики христианских демократов (СМХДП) вместо коммунистов.
На всеобщих выборах 1955, правящая коалиция получила 35 из 60 мест в генеральном совете Сан-Марино (против 23 у христианских демократов). Однако после подавления советскими войсками венгерского восстания 1956 года пять социалистических депутатов совета во главе с экс-капитаном-регентом Альваро Казали захотели разорвать союз с коммунистами (из-за близости коммунистической партии к СССР и одобрения ею действий последнего в Венгрии). 14 апреля 1957 года они покинули соцпартию, чтобы объединиться с Демократической социалистической партией и сформировать новую Сан-маринскую независимую демократическую социалистическую партию. Это привело к идеальному расколу 30 на 30 в совете, из-за чего работа правительства была парализована. Учитывая тупиковую ситуацию, капитан-регенты (беспартийный сторонник компартии Примо Марани и социалист Джордано Джакомини) избегали созыва совета до обязательных выборов 19 сентября, для выбора своей замены.

## Начало и хронология
СМНДСП и СМХДП договорились о формировании т. н. «демократического союза» и 18 сентября 1957 года, за день до выборов новых капитанов-регентов, направили действующим лидерам Сан-Марино документ, в котором известили их об утрате «Комитетом свободы» парламентского большинства: один коммунистический депутат, Аттилио Джаннини, стал независимым и присоединился к оппозиции, что дало большинство последней. Однако коммунистическая и социалистическая партии после каждых выборов с целью соблюдения партийной дисциплины заставляли своих членов подписывать письма об отставке, оставляя дату пустой. Руководители партий представили регенту все 35 писем, включая письма шести депутатов, покинувших свои партии, членов, с датой 19 сентября.
Поскольку большинство мест в совете было вакантно, кворума не было, а регентство объявило совет распущенным с 19 сентября (в соответствии с Избирательным законом 1920 года) до проведения новых (досрочных) парламентских выборов 3 ноября. Но поскольку совет не избрал нового регентства, статус действующих регентов стал бы нелегитимным после окончания их срока 1 октября, что вызвало конституционный кризис. Регенство приказало жандармерии перекрыть вход в Палаццо Публико, не давая войти в здание никому. Оппозиция была возмущена, поскольку те 6 перебежчиков заявили, что их отставки недействительны, а это означало, что эти действия были переворотом. Федерико Биджи, лидер Христианско-демократической партии, собрал своих людей в церкви, после чего объявил коммунистическое правительство незаконным, сформировав «исполнительный совет».

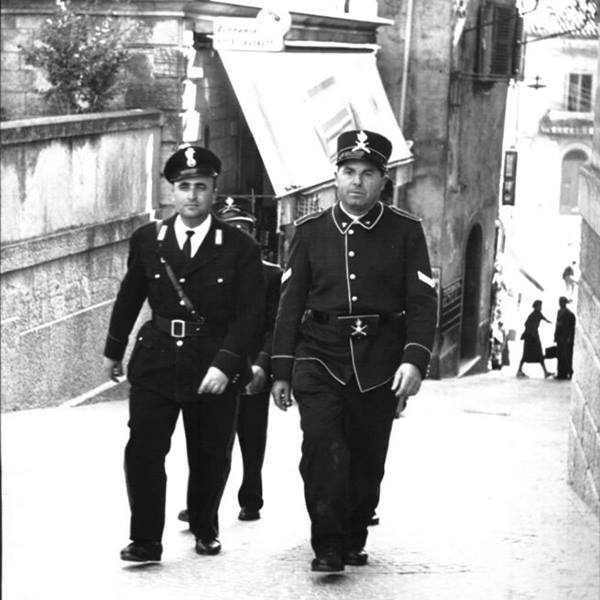
Жандарм и солдат идут по дороге в Пьянелло в городе Сан-Марино.

28 сентября итальянские карабинеры и солдаты установили блокпосты на дорогах, ведущих в Сан-Марино, не пропуская никого, кроме журналистов и туристов. Это было сделано для того, чтобы коммунисты из Романьи и Марке не смогли присоединиться к перевороту, поскольку оппозиционное правительство было почти сразу признано Италией. Позже, въезд и выезд запретили всем, в том числе были запрещены поставки продовольствия и медикаментов.
Ночью 30 сентября, около полуночи, оппозиционный совет и несколько его сторонников заняли заброшенную фабрику в деревне Роверета, возле границы с Италией. В полночь, когда срок регенства должен был истечь, совет объявил о создании временного правительства Сан-Марино. Временное правительство было немедленно признано Соединёнными Штатами Америки, Францией и Италией.
Вскоре после этого, обе стороны — и коммунистическое, и временное правительство — начали вооружать своих сторонников и организовывать ополчения, поскольку полиция объявила о нейтралитете. Они также обратились за поддержкой к дружественным итальянским партиям. По призыву СМХДП и СМНДСП в Сан-Марино вошли итальянские войска. Италия отправила отряд из 150 карабинеров в поддержку временного правительства. Изначально у коммунистов было всего 150 человек, вооружённых немецкими пулемётами, оставшимися со времён Второй мировой войны, а также мушкетами 1891 года. Временное правительство имело меньшую численность — 100 человек, однако было вооружено более современным оружием. Коммунисты направили письмо в ООН с просьбой отправить миротворческие силы, но им отказали. Ко 2 октября оба отряда выросли в численности примерно на 100 человек. В тот же день, боец коммунистической партии выстрелил в бойца антикоммунистического временного правительства, но промахнулся. Больше выстрелов произведено не было, так как ни одна из сторон не хотела кровопролития. .

## Мирный договор и конец конституционного кризиса

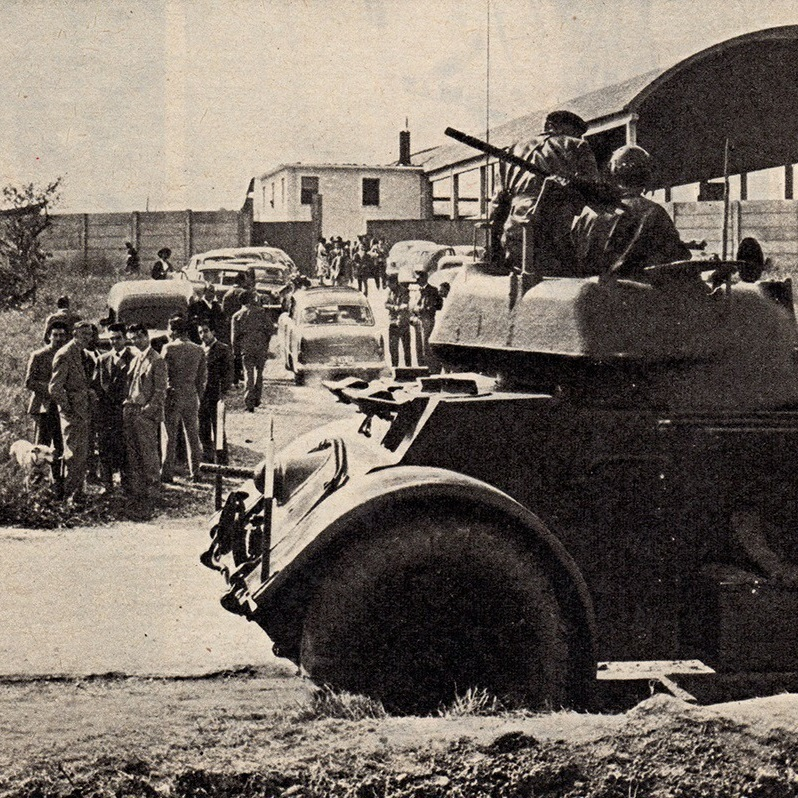
Бронеавтомобиль итальянских карабинеров в Сан-Марино в октябре 1957 года.

Итальянские карабинеры защищали фабрику, в которой дислоцировалось временное правительство, и в конечном итоге вынудило коммунистов и социалистов сложить оружие. 11 октября регентство уступило и признало временное правительство, положив конец кризису. Новое правительство избрало двух новых капитан-регентов. Одним из последствий мирного договора стало предоставление женщинами избирательного права в Сан-Марино. Выборы, состоявшиеся в 1959 году, окончательно подтвердили победу христианско-демократической партии и её союзников.